# Karol Hoffmann
Karol Hoffmann (né le 1er juin 1989 à Varsovie) est un athlète polonais spécialiste du triple saut. 

## Biographie
Il est le fils de Zdzisław Hoffmann premier champion du monde du triple saut en 1983. 
Il bat son record avec 17,09 m lors des qualifications des Championnats d'Europe à Helsinki le 28 juin 2012 et termine finaliste en prenant la 6e place dans le même stade olympique dans lequel son père fut champion du monde.
Il bat à nouveau son record personnel en 17,16 m lors de la finale des Championnats d'Europe à Amsterdam, ce qui lui permet de remporter la médaille d'argent, derrière Max Hess, 17,20 m.

## Palmarès
| Date | Compétition                       | Lieu           | Résultat | Marque  |
| ---- | --------------------------------- | -------------- | -------- | ------- |
| 2012 | Championnats d'Europe             | Helsinki       | 6e       | 16,74 m |
| 2013 | Jeux de la Francophonie           | Nice           | 4e       | 16,66 m |
| 2014 | Championnats du monde en salle    | Sopot          | 4e       | 16,89 m |
| 2016 | Championnats d'Europe             | Amsterdam      | 2e       | 17,16 m |
| 2016 | Jeux olympiques                   | Rio de Janeiro | 11e      | 16,31 m |
| 2017 | Championnats d'Europe par équipes | Lille          | 7e       | 16,42 m |
| 2018 | Coupe du monde                    | Londres        | 1er      | 16,74 m |

## Records
| Épreuve     | Épreuve      | Performance | Lieu      | Date           |
| ----------- | ------------ | ----------- | --------- | -------------- |
| Triple saut | En plein air | 17,16 m     | Amsterdam | 9 juillet 2016 |
| Triple saut | En salle     | 16,89 m     | Sopot     | 9 mars 2014    |